# Xz
xz – format kompresji bezstratnej, w którym używany jest algorytm LZMA2.
Format xz jest obsługiwany przez GNU Coreutils od wersji 7.1 oraz przez archiwizer 7-Zip od wersji 9.04 beta.
W typowych zastosowaniach XZ Utils tworzy archiwa o 30% mniejsze niż gzip i o 15% mniejsze niż bzip2.